# Джурджевич, Деян
Деян Джурджевич (серб. Дејан Ђурђевић; 4 июля 1967, Лазаревац) — югославский и сербский футболист, игравший на позиции полузащитника; тренер.

## Игровая карьера
Начал карьеру в качестве футболиста в команде родного города «Колубара». В 1989 году был приглашён в белградский ОФК, где играл до 1993 года. Позже переехал в Грецию и подписал контракт с командой из Афин «Аполлон Смирнис», за один сезон в тринадцати матчах забил один гол. В начале 1994 года вернулся в ОФК, где провёл следующие два сезона. В 1996 году перешёл в клуб «Чукарички», за который играл два сезона.
В 1998 году подписал контракт с шведским клубом АИК. В 2000 году вернулся в Сербию и завершил карьеру в 2002 году в составе ОФК.

## В качестве тренера
Работал в качестве тренера в молодёжной команде ОФК до 2006 года. В 2007 году его назначили главным тренером юношеской сборной Сербии, где работал полтора года.
В середине 2008 года перешёл в «Чукарички». Не смог выиграть чемпионат Сербии и в 2009 году подал в отставку. В том же году стал главным тренером ОФК, и в 2010 году клуб занял третье место в чемпионате.
В начале 2011 года Джурджевич переехал в Узбекистан и стал главным тренером ташкентского «Пахтакора».
С конца 2012 до середины 2013 года являлся главным тренером сербской команды «Раднички». С июля 2015 по сентябрь 2017 года входил в тренерский штаб сборной Узбекистана. В 2018 году стал главным тренером сербского клуба «Земун», который возглавлял до лета 2019 года. В конце июня 2019 года назначен главным тренером узбекистанского клуба «Навбахор».

## Достижения

### В качестве игрока
В составе АИКа
- Обладатель Кубка Швеции: 1999

### В качестве тренера
Во главе ОФК
- Бронзовый призёр чемпионата Сербии: 2010